# Zentralamerika- und Karibikspiele 1946/Tennis
Die Tenniswettbewerbe der V. Zentralamerika- und Karibikspiele 1946 wurden in Barranquilla ausgetragen. Es fanden bei Damen und Herren Einzel und Doppel sowie der Mixedwettbewerb statt. Erfolgreichstes Land war Mexiko mit drei Titeln.

## Herren

### Einzel
| Platz | Land    | Spieler         |
| ----- | ------- | --------------- |
| 1     | Mexiko  | Anselmo Puente  |
| 2     | Kuba    | José Agüero     |
| 3     | Jamaika | William F. Coke |

### Doppel
| Platz | Land   | Spieler                         |
| ----- | ------ | ------------------------------- |
| 1     | Kuba   | José Agüero Ricardo Morales     |
| 2     | Panama | Carlos Eleta George Stewart     |
| 3     | Mexiko | Francisco Galván Anselmo Puente |

## Damen

### Einzel
| Platz | Land   | Spielerin           |
| ----- | ------ | ------------------- |
| 1     | Mexiko | Carmen Christlieb   |
| 2     | Mexiko | Hilde Heyn          |
| 3     | Mexiko | Emma Rosa Gutiérrez |

### Doppel
| Platz | Land      | Spielerinnen                         |
| ----- | --------- | ------------------------------------ |
| 1     | Mexiko    | Carmen Christlieb Esther Reyes       |
| 2     | Venezuela | Flor Isava Fonseca Marion Schlageter |
| 3     | Jamaika   | Hope Bunting Ivy Cover               |

## Mixed
| Platz | Land      | Spieler                            |
| ----- | --------- | ---------------------------------- |
| 1     | Jamaika   | Hope Bunting William F. Coke       |
| 2     | Venezuela | Andreína Pietri Carlos López Pérez |
| 3     | Mexiko    | Hilde Heyn Francisco Galván        |

## Medaillenspiegel
| Platz | Land      | Gold | Silber | Bronze | Gesamt |
| ----- | --------- | ---- | ------ | ------ | ------ |
| 01    | Mexiko    | 3    | 1      | 3      | 7      |
| 02    | Kuba      | 1    | 1      | —      | 2      |
| 03    | Jamaika   | 1    | —      | 2      | 3      |
| 04    | Venezuela | —    | 2      | —      | 2      |
| 05    | Panama    | —    | 1      | —      | 1      |